# Fernanda Canales
Fernanda Canales (Ciutat de Mèxic, 1974) és una arquitecta, projectista, crítica i curadora d'arquitectura mexicana.

## Biografia

### Antecedents
Va estudiar arquitectura a la Universitat Iberoamericana; es va graduar en 1997 amb esment honorífic i va obtenir el premi a la millor tesi. Va ser condecorada per la Federació de Col·legi d'Arquitectes de la República Mexicana per la seva trajectòria laboral i ha rebut nombroses distincions per projectes i publicacions al llarg de la seva carrera. Té un mestratge per l'Escola Tècnica Superior d'Arquitectura de Barcelona, i és Doctora en Arquitectura per la Universitat Politècnica de Madrid.

### Carrera
Després d'haver acabat els seus estudis com a arquitecta a la Universitat Iberoamericana va ser professora a la seva Universitat, en el taller Max Cetto de la Facultat d'Arquitectura de la Universitat Nacional Autònoma de Mèxic i en el CMAS en conjunt amb la UPC. D'igual manera ha estat professora en programes d'intercanvi amb universitats com la ETSAB a Barcelona i en tallers a Mèxic. A més ha estat jurat en concursos arquitectònics i ha participat en la creació de projectes reconeguts internacionalment.
Dins de la pràctica com a arquitecta i projectista, Fernanda Canales ha treballat en despatxos internacionals. A Tòquio, Japó va treballar en la signatura Toyoo Itō Architects and Associates i a Barcelona, Espanya en l'oficina de l'arquitecte Ignasi de Solà-Morales. A Mèxic és fundadora de Fernanda Canales, un estudi d'arquitectura des d'on treballa de forma independent.
És arquitecta d'un nombre important d'obres, moltes d'elles reconegudes i guardonades pel seu disseny,entre ells, destaca el Centre Cultural Elena Garro
La seva visió cap a la construcció es basa a buscar l'essencial. Per a l'arquitecta mexicana, és important respondre a les necessitats del client, així com sostenir el vincle entre el que construeix i l'entorn en el qual està. Para ella, l'arquitectura és un agent de canvi. La seva postura davant l'arquitectura i la ciutat s'ha vist reflectida en les seves propostes teòriques. Des d'aquesta perspectiva, Fernanda Canales és una reconeguda autora de crítica que al mateix temps es torna teoria de l'arquitectura. En coautoría en 2005 va publicar Espais per a la Cultura Abraham Zabludovsky. En 2008 va publicar Central d'Arquitectura, un estudi i anàlisi del treball de joves i generacions emergents en camps diversos com la consrtucción d'habitatge, hotelería i edificis d'oficines. És coautora de 100x100 arquitectes del segle XX a Mèxic, una col·lecció a manera de fitxer i diccionari dels arquitectes que van deixar petjada a Mèxic publicat en 2011. En 2014 va sortir el llibre Arquitectura a Mèxic 1910-2010. Un exhaustiu estudi que explica el desenvolupament de l'arquitectura moderna de Mèxic donant context, arrels i conseqüènices i considerant que no es limita a l'estudi de l'arquitectura, ja que la vincula amb l'urbanisme i amb el disseny.
Fernanda Canales exerceix la crítica també amb publicacions periòdiques en revistes com a Lletres Lliures, La Tempestat, Domus, entre d'altres.
Com museógrafa, ha estat comissària de l'exposició Arquitectura a Mèxic 1910-2010 en el Palau d'Iturbide exposada en la primavera i l'estiu de 2014Abans, en 2013 va ser curadora de Cultura en Construcció, una presentació de la 13 Exposició Internacional de la Biennal de Venècia, la mateixa es va dur a terme en la Nau Generadors del Parc Fonedora en Monterrey, N.L.

## Distincions
- The International Architecture Award, The Chicago Athenaeum Museum of Architecture and Design, 2014.[9]
- Premi a la millor obra de l'any: Archdaily, 2014[9]
- Esment honorífic Premi Noldi Schreck, 2014[10]
- Premi Antonio García Cubes 2014, Institut Nacional d'Antropologia i Història, categoria lliuro d'art, Arquitectura a Mèxic 1900-2010, La construcció de la modernitat a Mèxic.
- Premi Extraordinari de Tesis Doctorals 2012-2013, Departament de Projectes Arquitectònics, Universitat Politècnica de Madrid.
- Finalista en els premis Interior Design Best of the Year 2013, pel Centre Cultural Elena Garro.[11]
- Premi IIDA Best Interior of Latin America & the Caribbean pel Centre Cultural Elena Garro, 2013
- T+L Design Awards 2014, Travel & Leisure Awards, 2014.
- Creadora de l'Art del Sistema Nacional de Creadors FONCA, 2012-2015
- Premi Joves Arquitectes pel Col·legi d'Arquitectes de Mèxic, 2012.
- Selecció en la VIII Biennal Iberoamericana d'Arquitectura i Urbanisme de Cadis, Casa Maruma (2012)
- Finalista premio CEMEX, categoria institucional pel Campus CEDIM, 2009.
- Finalista premio CEMEX, categoria conjunt habitacional per Casas M, 2009.
- Beca del programa per a Joves Creadors del FONCA, Mèxic, 2003-2004.
- 30 de les millors obres del 2000 pel Restaurant Ibèric, 2000.

## Obres
- Centre Cultural Elena Garro: Fernanda Canales + Arquitectura911sc. Situat al barri de la Conchita, Coyoacán, Mèxic DF. Té una superfície d'1,358 m2 i va ser construït en el 2012.[12]
- Casa R: Situada en el Districte Federal, té una superfície de 930 m2 i va ser construïda l'any 2011.[13]
- Pavelló invisible: en col·laboració amb Jerónimo Hagerman i Cecilia León de la Barra. Pavelló temporal realitzat en el Districte Federal, té una superfície de 63 m2 i va ser construït en el 2012.[12]
- Casa Maruma: Està situada en el Districte Federal, té una superfície de 500 m2 i va ser construïda en el 2011.
- Concurs per a l'Arc del Bicentenario: realitzat en col·laboració amb Arquitectura911sc. 2009.
- CEDIM: en col·laboració amb Arquitectura 911sc. Està situat en Monterrey, N.L. té una superfície de 5,000 m2 i va ser construït en el 2008.
- Centre d'Arts Escèniques UDG: en col·laboració amb Arquitectura911sc i Alejandro Hernández. Està situat a Guadalajara, JAL, té una superfície de 23,000 m2 i està en construcció.

## Publicacions
Fernandfa Canales ha publicat al llarg de la seua carrera molts llibres i assajos, tant com a autora en solitari com sent coautira amb altres companys d'ofici. Entre els llibres podem destacar: Arquitectura a Mèxic 1900-2010: La construcció de la modernitat, Obres, art, disseny i pensament. Foment Cultural Banamex + Arquine, Mèxic; 100x100 Arquitectes del Segle XX a Mèxic: Arquine, 2011. Coautora; Central d'Arquitectura, Mèxic: Arquine, 2009;	Espais Culturals, Abraham Zabludovsky, Arquine, 2005. Coautora;	Mèxic, The O'Neil Ford Duograph Sèries, The University of Texas at Austin, 2012. Coautora; Guia Barragán, Arquine, 2002. Coordinadora Editorial.
Per altra banda destaquen assajos com: Projecte Públic, Indignats- per a LINK;	El somni atemporal- per a la revista Lletres lliures;	Blanco sobre Blanco- per a la revista La tempestat;	Arquitectura i Peregrinació- per a la revista Prenc; L'arquitecte mexicà-per a la revista Prenc; Entre el record i l'expectativa-per a la revista Arquine; The Olympic Games- per a la revista Arquitectural Design